# 김지훈 (2000년)
김지훈(2000년 6월 26일 ~ )은 대한민국의 축구 선수로, 포지션은 풀백이다. 2020년 현재 충북 청주 FC 소속이다.

## 축구인 경력
김지훈은 대전 시티즌의 산하 유소년 팀인 유성중학교(대전 U-15)와 충남기계공업고등학교(대전 U-18) 출신으로, K리그2 2019 시즌을 앞두고 대전 시티즌과 프로 계약을 맺었다.
K리그2 2020 시즌 7월 26일 펼쳐진 제주 유나이티드 FC와의 12라운드 경기에서 우측 풀백으로 선발출전하여, 프로무대 데뷔 신고식을 치렀다. 이 날 경기에서 박용지의 골에 도움을 기록하였다.